# Carex moorei
Espèce
Classification phylogénétique
Carex moorei est une espèce de plantes du genre Carex et de la famille des Cyperaceae.